# Brigitte Engerer
Brigitte Engerer (Tunísia, 27 d'octubre de 1952 - París, 23 de juny de 2012) fou una notable pianista clàssica francesa.

## Trajectòria
Alumna de Lucette Descaves, als 17 anys va deixar París per anar a estudiar piano a la Unió Soviètica al Conservatori de Moscou; el 1969 va guanyar el Concours international Marguerite Long-Jacques Thibaud i va compartir escenari al costat dels més grans músics de la seva època.
Als 25 anys la va convidar Herbert von Karajan a tocar amb la filharmònica de Berlín, succeint-se la invitació de l'Orchestre de París per Daniel Barenboim i la New York Philharmonic Orchestra amb Zubin Mehta.
Va treballar amb Boris Berezovsky, Michel Béroff, Gérard Caussé, Olivier Charlier, Henri Demarquette, David Geringas, Alexandre Kniazev, Oleg Maisenberg, Hélène Mercier, Dimitri Sitkovetsky entre d'altres.
François Hollande va dir d'ella: «Tots la recordarem pel seu gran coratge personal, perquè lluitant contra la malaltia que acaba d'endur-se-la, va trobar la força per animar encara l'any passat el "Festival de piano a Beauvais Pianoscope", on exercia la direcció artística».
El president de França va agregar que el seu entusiasme per transmetre i popularitzar la música clàssica marcaran sens dubte la petjada que Brigitte Engerer deixarà en la història de la música.
El 1985, es va casar amb l'escriptor Yann Queffelec amb qui va tenir una filla, Léonore. Posteriorment, es va casar amb Xavier Fourteau, de qui va tenir un fill, Harold (1994).
Va morir als 59 anys després d'una llarga batalla contra el càncer.

## Premis
- Competition Marguerite Long-Jacques Thibaud
- Tchaikovsky Competition a Moscou
- Queen Elisabeth Competition of Belgium
- Grand Prix du Disque - Robert Schumann
- Victoires de la musique 2011

## Honors
- Chevalier de la Legió d'Honor
- Commandeur de l'ordre national du Mérite[1]
- Commander of Arts and Letters